# Andy Dorman
Andy Dorman (Chester, Inglaterra, 1 de maio de 1982) é um futebolista britânico. Atualmente defende o FC Boston.

## Biografia
Passou sua infância e juventude no País de Gales, onde deu seus primeiros passos no futebol. Em 2000, mudou-se para os Estados Unidos. Em 2004, fez um teste para a equipe do New England Revolution e foi aprovado. Em 2007, ganhou seu primeiro título juntamente com sua equipe: a US Open Cup. Em 2008 transferiu-se para a equipe escocesa Saint Mirren, tornou-se um dos ídolos locais e foi vicecampeão da Copa da Liga Escocesa na temporada 2009-2010. Em 2010, transferiu-se para a tradicional equipe inglesa Crystal Palace. Para a temporada 2013 assinou a sua volta para o New England Revolution.
Em 14 de abril de 2007, Dorman fez história no New England Revolution ao marcar o 500º gol da história da equipe na vitória de 4x0 sobre a equipe canadense Toronto FC.

## Títulos
New England Revolution
- US Open Cup: 2007

## Campanhas de destaque
Saint Mirren
- Copa da Liga Escocesa - 2º lugar (2009-2010)